# Zemplénpálhegy
Zemplénpálhegy (1899-ig Pakasztó, szlovákul: Pakostov) község Szlovákiában, az Eperjesi kerület Homonnai járásában.

## Fekvése
Homonnától 25 km-re északra, az Ondavai-dombvidék keleti részén, az Olyka-patak partján fekszik.

## Története
A települést a 14. században soltész általi betelepítéssel alapították. Magyar neve a határában levő Palyovahura nevének fordításával keletkezett. A 15. században a homonnai uradalomhoz tartozott. Első írásos említése 1543-ban történt, birtokosa a Drugeth család volt. Később a Barkóczyak, Szirmayak és Luzsénszkyak tulajdonában állt. 1600-ban a bíró házán kívül 10 adózó háztartása volt. 1715-ben 11-en, 1720-ban 9-en adóztak a faluban.
A 18. század végén Vályi András így ír róla: „PAKASZTÓ. Orosz falu Zemplén Vármegyében, földes Ura Szirmay Uraság, lakosai ó hitüek, fekszik Hrubóhoz közel, mellynek filiája, határja is hozzá hasonlító, első osztálybéli.”
1828-ban 36 házában 272 lakos élt, akik főként mezőgazdasággal és erdei munkákkal foglalkoztak, később a környék ipari üzemeiben dolgoztak.
Fényes Elek 1851-ben kiadott geográfiai szótárában így ír a faluról: „Pakasztó, orosz-tót falu, Zemplén vgyében, 160 görög, 110 romai, kath., 12 zsidó lak., görög templommal, 589 hold szántófölddel, vizimalommal.”
Iskoláját 1857-ben említik először.
Borovszky Samu monográfiasorozatának Zemplén vármegyét tárgyaló része szerint: „Zemplénpálhegy, azelőtt Pakasztó, az Olyka-patak mellett fekvő tót kisközség, 30 házzal és 160, nagyobb részben gör. kath. vallású lakossal. Postája Homonnaolyka, távírója és vasúti állomása Izbugyaradvány. A homonnai uradalomhoz tartozott s a Drugethek után a báró Barkóczyak, majd a Szirmayak s utóbb a báró Luzsénszkyak voltak az urai. Most idegen kézen van. Görög katholikus temploma 1500 táján épült és 1830-ban újíttatott meg.”
1920 előtt Zemplén vármegye Sztropkói járásához tartozott.
1935. május 9-én és 1936. május 11-én nagy tűzvészek pusztítottak a településen.
A községet 1944.11.21-én a partizánok segítése miatt a német csapatok felgyújtották. 25 ház leégett, csak a templomok maradtak épen. 

### Sártó
A településhez tartozik Sártó egykori település is (1899-ig Orosz-Petrócz, szlovákul: Petrovce).
A 18. század végén Vályi András így ír róla: „Orosz Petrócz. Tót falu Zemplén Vármegyében, földes Ura Gr. Barkóczy Uraság, fekszik Felső Szitniczéhez közel, dombos határja 3 nyomásbéli, gabonát, árpát, és zabot terem, erdője van, szőleje nints, piatza Homonnán, és Varannón van.”
Fényes Elek 1851-ben kiadott geográfiai szótárában így ír a faluról: „Petrócz, tót-orosz falu, Zemplén vmegyében, Hrubó fil., 128 romai, 60 görög kath., 10 zsidó lak., 315 hold szántófölddel. F. u. gróf Barkóczy és b. Vécsey. Ut. p. Nagy-Mihály.”

## Népessége
| Év:            | 1994. | 2004.   | 2014.   | 2024.   |
| -------------- | ----- | ------- | ------- | ------- |
| Emberek száma: | 503   | 495     | 463     | 434     |
| Eltérés:       |       | -1,59 % | -6,46 % | -6,26 % |

| Év:            | 2023. | 2024.   |
| -------------- | ----- | ------- |
| Emberek száma: | 445   | 434     |
| Eltérés:       |       | -2,47 % |

1910-ben 157, többségben szlovák anyanyelvű lakosa volt, jelentős ruszin kisebbséggel.
2001-ben 519 lakosából 500 szlovák volt.
2011-ben 478 lakosából 448 szlovák volt.

## Nevezetességei
- Görögkatolikus temploma 1850-ben épült.

## Külső hivatkozások
- E-obce.sk Archiválva 2009. november 29-i dátummal a Wayback Machine-ben
- Községinfó
- Zemplénpálhegy Szlovákia térképén
- E-obec.sk